# Добшинская ледяная пещера
Добшинская ледяная пещера (словац. Dobšinská ľadová jaskyňa) — пещера в Словацком Раю, недалеко от города Добшина.
Имеет протяжённость 1483 м и считается одной из самых больших ледяных пещер Европы. Площадь льда составляет 9772 м², объём 110 100 м³.
Температура в «Большом зале» колеблется от −3,8 °C зимой до +0,5 °C летом. Толщина льда — 26,5 м.
Пещеру открыли 15 июня 1870 года горный инженер Йенё Руффини, Эндре Мега, Густав Ланг и Нандор Фехер. Они залезли в щель, откуда всегда дул холодный воздух. В следующем году пещера была открыта для посетителей, в 1887 году она получила электрическое освещение.
В 1950-х годах в пещере тренировались известный чехословацкий фигурист Карол Дивин и сборная страны по хоккею.